# Parascotia nigricans
Parascotia nigricans är en fjärilsart som beskrevs av Matsumura 1925. Parascotia nigricans ingår i släktet Parascotia och familjen nattflyn. Inga underarter finns listade i Catalogue of Life.